# 鹿児島県立出水高等学校
鹿児島県立出水高等学校（かごしまけんりつ いずみこうとうがっこう）は、鹿児島県出水市西出水町に所在する県立高等学校。

## 概要
校訓
「誠実・敬愛・向上」
校章
亀の甲に「高」の文字、それを鶴が羽を広げて支えている様子を表している。同校の所在する出水市が、全国有数のツル飛来地であるとともに、かつて島津分家の居城（亀ヶ城）があったことに由来する。また、太平洋戦争末期に、鹿児島城址に校舎を構えていた第七高等学校造士館（校章は鶴に「七高」）が戦火を免れるため、数年間出水市に移転してきていたことにもよる。
校歌
作詞は房内幸成、作曲は岡田忠彦による。歌詞は4番まであり、校名は歌詞に登場しない。1950年（昭和25年）に制定。
同窓会
「紫岳同窓会」と称し、北海道、東京、近畿、福岡、熊本、水俣･葦北、宮崎、鹿児島、鹿屋、薩摩川内、阿久根に支部を置く。

## 沿革
旧制中学校・新制高等学校（男子校）時代

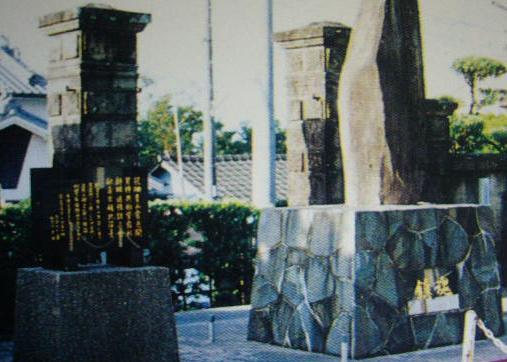
旧制県立出水中学校門柱

- 1919年（大正8年）6月25日 - 出水郡出水町武本に「鹿児島県立出水中学校」が設置される。
  - 修業年限を5年（現在の中学1年から高校2年の課程）、入学資格を尋常小学校（6年）を卒業した男子、定員を500名とする。
- 1920年（大正9年）
  - 1月14日 - 初代校長に山口重知が就任。
  - 4月1日 -  「鹿児島県立出水中学校」が開校。
- 1933年（昭和8年）3月31日 - 寄宿舎を廃止。
- 1935年（昭和10年）3月25日 - 農作業室・堆肥舎等が完成。
- 1937年（昭和12年）12月27日 - 定員を500名から750名へ増員。各学年3学級編成となる。
- 1940年（昭和15年）12月28日 - 出水郡八ヶ町村から寄付により、教室・付属建物を増築。
- 1943年（昭和18年）4月1日 - 中等学校令により、この時の入学生から修業年限が4年となる。
- 1945年（昭和20年）
  - 3月 - 教育ニ関スル戦時非常措置方策により、修業年限4年施行が前倒しされ、4年生（昭和16年入学）と5年生（昭和15年入学）の合同卒業式を挙行。
  - 4月1日 - 学校の授業が1年間停止されることとなる。ただし、勤労動員は継続された。
  - 9月 - 終戦により、授業が再開される。
  - 12月1日 - 後援会により、 寄宿舎を再設置。
- 1946年（昭和21年）3月31日 - 定員を750名から1,250名へ増員。各学年5学級編成となる。修業年限が5年に戻る（4年で卒業することができた）。
- 1947年（昭和22年）4月1日 - 学制改革（六・三制の実施）が行われる。
  - 旧制中学校の生徒募集を停止。
  - 新制中学校を併設し（以下・併設中学校）、旧制中学校1・2年修了者を新制中学2・3年生として収容する。
  - 併設中学校はあくまで経過措置として暫定的に設置されたため、新たに生徒募集は行われず、在校生が2・3年生のみの中学校であった。
  - 旧制中学校3・4年修了者はそのまま在籍し、4・5年生となった（4年修了時点で卒業することもできた）。
- 1948年（昭和23年）4月1日 - 学制改革（六・三・三制の実施）が行われ、旧制中学校が廃止され、新制高等学校「鹿児島県出水高等学校第二部」が発足。
  - 旧制中学校卒業生（5年修了者）を新制高校3年生、旧制中学校4年修了者を新制高校2年生、併設中学校卒業生（3年修了者）を新制高校1年生として収容。
  - 併設中学校も新制高等学校に継承され、1946年（昭和21年）に旧制中学校へ最後に入学した3年生を在校生に残すのみとなる。
- 1949年（昭和24年）3月31日 - 併設中学校を廃止。

旧制高等女学校・新制高等学校（女子校）時代
- 1921年（大正10年）9月22日 - 「鹿児島県出水高等女学校」の設立が認可される。定員を320名とする。
- 1922年（大正11年）
  - 3月4日 - 初代校長に木場喜一郎が就任。
  - 4月10日 - 出水尋常高等小学校（現・出水市立出水小学校）を仮校舎として「鹿児島県出水高等女学校」が開校。
  - 6月14日 - 定員を400名に増員。
- 1923年（大正12年）
  - 1月16日 - 本館が完成。
  - 4月1日 - 鹿児島県への移管により、「鹿児島県立出水高等女学校」に改称。
  - 12月22日 - 講堂が完成。
- 1932年（昭和7年）
  - 2月11日 -  校旗と校歌（作詞・与謝野晶子、 作曲・山本直忠）を制定。
  - 10月16日 -  創立10周年を記念し、図書館が完成。
- 1935年（昭和10年）12月18日 - 洗濯室が完成。
- 1943年（昭和18年）3月31日 - 定員を600名に増員。
- 1945年（昭和20年）3月31日 - 定員を800名に増員。
- 1947年（昭和22年）4月1日 - 学制改革（六・三制の実施）が行われる。
  - 高等女学校の生徒募集を停止。
  - 新制中学校を併設し（以下・併設中学校）、高等女学校1・2年修了者を新制中学2・3年生として収容する。
  - 併設中学校はあくまで経過措置として暫定的に設置されたため、新たに生徒募集は行われず、在校生が2・3年生のみの中学校であった。
  - 高等女学校3・4年修了者はそのまま在籍し、4・5年生となった（4年修了時点で卒業することもできた）。
- 1948年（昭和23年）4月1日 - 学制改革（六・三・三制の実施）が行われ、高等女学校が廃止され、新制高等学校「鹿児島県出水高等学校第三部」が発足。
  - 高等女学校卒業生（5年修了者）を新制高校3年生、高等女学校4年修了者を新制高校2年生、併設中学校卒業生（3年修了者）を新制高校1年生として収容。
  - 併設中学校も新制高等学校に継承され、1946年（昭和21年）に高等女学校へ最後に入学した3年生を在校生に残すのみとなる。
- 1949年（昭和24年）3月31日 - 併設中学校を廃止。

新制高等学校（男女共学）
- 1948年（昭和23年）
  - 4月1日 - 学制改革により、出水市内の旧制中等教育学校3校が廃止され、新制高等学校「鹿児島県出水高等学校」が発足。初代校長に遠藤力雄が就任。
    - 旧・鹿児島県立出水実業学校および併設中学校を「第一部」とする。
    - 旧・鹿児島県立出水中学校および併設中学校を「第二部」とし、本部が設置される。第二部長には旧・中学校校長の池城安伴が就任。
    - 旧・鹿児島県立出水高等女学校および併設中学校を「第三部」とする。第三部長には旧・高等女学校校長の小田原文三郎が就任。
      - 第一部・第二部・第三部ともに、旧制中等教育学校時代の校舎・生徒を継承していたため、この時点ではまだ男女共学ではなかった。

  - 4月26日 - 開校式を挙行。
  - 5月26日 - 父母と教師の会が発足。
- 1949年（昭和24年）
  - 3月31日 - 併設中学校を廃止。
  - 4月1日 - 第一部が分離し、鹿児島県出水実業高等学校として独立。部制が廃止され、第二部と第三部が統合される。
  - 6月13日 - 男女混成の学級を編成し、完全男女共学を実施。 統合完了までの間、旧・第二部および第三部の校舎を共用。
  - 11月10日 - 統合に伴う増築工事の一環として北棟が完成。
- 1950年（昭和25年）
  - 4月1日 - 学区制により、出水・米ノ津・大川内・高尾野・野田・江内・川床・鷹巣・獅子島の各中学校区が出水高校の学区に指定される。
  - 8月20日 - 南棟が完成。
  - 11月12日 - 校歌を制定。
- 1951年（昭和26年）
  - 11月20日 - 中棟が完成。第二教場旧三部の生徒を第一教場旧二部に収容。
  - 11月24日 - 旧・三部（高等女学校）校地の一切を出水町へ無償譲渡。
- 1952年（昭和27年）4月1日 - 商業科を設置。
- 1954年（昭和29年）
  - 4月28日 - 父母と教師の会総会において後援会が設立される。
  - 10月 - プールが完成。
- 1956年（昭和31年）4月1日 - 「鹿児島県立出水高等学校」に改称（県の後に「立」が加えられる）。学区制が改定され、従来の学区に西長島村・阿久根市・高城西が加わる。
- 1962年（昭和37年）7月31日 - 1966年（昭和41年）5月30日までの間 - 鉄筋コンクリート造の新校舎（生徒館・本館）が完成。
- 1965年（昭和40年）4月1日 - 商業科を廃止。
- 1966年（昭和41年）7月13日 - 屋内運動場（体育館）が完成。
- 1967年（昭和42年）
  - 3月22日 - 寄宿舎が完成。
  - 8月1日 - 生徒部室が完成。
- 1968年（昭和43年）
  - 3月1日 - 特別教室の改築が完成。
  - 12月16日 - 武道場が完成。
- 1970年（昭和45年）
  - 3月9日 - 渡り廊下を設置。
  - 10月9日 - 運勤場の整地を完了。
  - 11月21日 - プールを新設。
- 1977年（昭和52年）
  - 1月25日 - 生徒通用門を設置。
  - 3月30日 - 弓道場が完成。
- 1987年（昭和62年）3月10日 -  第2グラウンドを整備。
- 1990年（平成2年）
  - 3月30日 - 校門と通用門を新設。
  - 9月1日 - 管理棟の大規模改造を完了。
- 1994年（平成6年）3月1日 - 校訓記念碑を建立。
- 1995年（平成7年）2月 - 推薦入試を実施。
- 1997年（平成9年）- 鹿児島県立川内高等学校とのスポーツ交歓会を初めて実施。
- 2011年（平成23年）4月 - 学区の改定により、北薩学区となる。

## 主な行事
- 開校記念遠足
- 出水・川内高校スポーツ交歓会
  - 開校記念行事として、遠足とスポーツ交歓会のどちらかを実施。
  - これまで、1997年（第1回、於: 川内総合運動公園）、1998年（第2回、於: 出水市運動公園）、2000年（第3回、於: 出水市運動公園）に実施されている。
  - 県内の高校同士によるスポーツ交歓会としては、「甲鶴戦」（県立甲南高校と県立鶴丸高校、1971年 - ）、「中玉戦」（県立鹿児島中央高校と鹿児島市立鹿児島玉龍高校、1991年 - ）、「錦武戦」（県立錦江湾高校と県立武岡台高校、1991年 - ）に次いで5例目。
- 文化祭
- 体育祭
- 芸術鑑賞会
- 修学旅行
- キャリアガイダンス講演会（卒業生による講演会）
- 史蹟めぐり
- 強走歩大会

## 著名な出身者
- 出水憲 - 俳優
- 井上吉夫 - 国会議員（参議院）、閣僚（国務大臣北海道開発庁長官・沖縄開発庁長官、国務大臣国土庁長官）、地方議員
- 大石康 - 柔道家
- 尾崎末吉 - 衆議院議員
- 桐野作人 - 歴史作家
- 小島義雄 - 陸上競技選手（砲丸投、ハンマー投）
- 執印テル - 地方議員
- 外木場義郎 - 野球選手（元広島東洋カープ）
- 竹原信一 - 鹿児島県阿久根市長、地方議員
- 先崎一 - 陸上自衛官（陸上幕僚長、統合幕僚会議議長・初代統合幕僚長）
- 村岡隆明 - 宮崎県えびの市長、地方議員
- 森枝卓士 - 写真家、ジャーナリスト
- 山下耕作 - 映画監督